# Neukalen
Neukalen, Peenestadt (pol. Miasto Piany) – miasto w północno-wschodnich Niemczech, w kraju związkowym Meklemburgia-Pomorze Przednie, w powiecie Mecklenburgische Seenplatte, wchodzi w skład Związku Gmin Malchin am Kummerower See.

## Toponimia
Nazwa pochodzenia słowiańskiego, od prasłowiańskiego *kal „bagna, moczary”.